# Kirchberg (Schwäbische Alb)
Der Kirchberg (971,6 m ü. NHN) im Landkreis Tuttlingen ist eine Erhebung auf der Hochfläche der südwestlichen Schwäbischen Alb. Er liegt zentral in der Gemarkung von Bubsheim westlich des Ortes und gehört zum Großen Heuberg.
Der Kirchberg könnte ein früherer Standort des Dorfes Bubsheim gewesen sein.
Heute befinden sich auf dem Berg das Kriegerdenkmal der Gemeinde, zwei Fußballplätze des Sportvereins Bubsheim mit zugehörigem Sportheim und seit 1981 ein eingezäuntes Kleinspielfeld. Des Weiteren wurde auf der Südostseite des Bergs ein Mobilfunksendeturm errichtet.
Der Schwäbische Albverein unterhält einen Grillplatz am Kirchberg, ebenso gibt es beim TP 971 einen ausgewiesenen Aussichtspunkt mit beeindruckender Alpensicht.
Ein großer Teil des Kirchbergs wird nach wie vor als Schafweide genutzt.